# Акбаш, Мустафа
Мустафа Акбаш (тур. Mustafa Akbaş; 30 мая 1990 года, Трабзон) — турецкий футболист, защитник клуба «ББ Эрзурумспор»

## Клубная карьера
Мустафа Акбаш начинал заниматься футболом в турецком клубе «Бахчеджикспор». В 2008 году он присоединился к «Трабзонспору», а в 2009 — к «1461 Трабзону». За последний он дебютировал во Второй лиге в сезоне 2009/2010. В 2012 году «1461 Трабзон» вышел в Первую лигу, в составе которого Акбаш отыграл ещё два сезона. В январе 2014 года Мустафа Акбаш вернулся в «Трабзонспор». 2 марта 2014 года он дебютировал в турецкой Суперлиге, выйдя в основном составе в гостевом поединке против «Коньяспора». 21 декабря того же года Акбаш забил свой первый гол на высшем уровне, сравняв счёт в гостевом матче с «Бурсаспором». В сезоне 2015/2016 он на правах аренды выступал за «Кайсериспор».